# 小李飛刀 (歌曲)
《小李飛刀》，1978年香港無綫電視劇集《小李飛刀》主題曲，由顧嘉煇作曲及指揮、盧國沾填詞、顧嘉煇及奧金寶共同編曲、羅文主唱，同年收錄於羅文的專輯《小李飛刀》中。該歌曲也是1999年華視劇集《小李飛刀》粵語版本主題曲。

## 背景
盧國沾曾撰文說其時將踏入而立之年，寫這首詞時投射進這階段的心態和對愛情、人生的設想，並代入了李尋歡這位「失意的英雄人物」裡。又自承《小李飛刀》是沒盡全力且筆法稚嫩之作。他曾與顧嘉煇探討曲詞，二人都不理解此曲大熱的原因。
羅文說錄了三次音，最初因為不了解武俠的世界，顧嘉煇便教他「想像有一個人落寞孤獨地在雪地邊走邊用刀削東西」，以及運用粵曲的唱腔來演繹；亦稱監製劉東對咬字的要求很高，如「過」字的特殊發音。

## 特徵和評論
屬F大調寫成的中慢板樂曲。樂器突出圓號和木震盪器（Vibraslap）。亦被指「在濃濃的中國小調色彩中，滲進西洋的音樂元素。」
屬盧國沾擅長的「悲涼式武俠詞」，普遍的好評是既符合劇情和角色心境，又能引起聽眾的共鳴，尤其是男性。「難得一身好本領，情關始終闖不過」、「人生幾許失意，何必偏偏選中我？」被視為金句，香港市民經常引用，甚至有論者認為如以「被引用的頻率」來評定香港流行歌詞的「經典度」，此詞必在三甲之內。

## 影響
此曲令羅文攀上事業巔峰，並得以打開中國大陸以至東南亞華人市場，據報導亦成為其他歌手赴東南亞登台時的熱門曲目。

## 獎項
歌曲派台後曾成為香港電台中文金曲龍虎榜和商業一台中文歌曲擂台陣的周冠軍。1979年，躋身首屆十大中文金曲頒獎禮的「十大中文歌曲」。1999年，香港電台舉辦廿載金曲十大最愛選舉，此曲入選其中。

## 衍生
- 派生出兩個由顧嘉煇主理的純音樂版，一版同見於專輯《小李飛刀》[10]，一版見於專輯《顧嘉輝音樂名作》[20]。

- 盧國沾的歌詞草稿後來獲灌錄成劇集插曲《刀光淚影》，同由羅文主唱[2]。

- 1989年的《民主歌聲獻中華》中，娛樂組合軟硬天師改編此曲登台演唱，歌詞節錄：「Democracy, we looking for. You and me, freedom encore. 面對死不會驚怕, today no running horse!」（副歌部分）[21]。

- 1979年，獲改編為台灣電影《小李飛刀》的主題曲，更名為《明天你再來》，國語，由高義泰主唱、杜莉填詞，收錄於高義泰和陳秀慧的合輯《志在萬里》。1999年，獲引為華視電視劇《小李飛刀》主題曲，歌詞不變但以國語演繹，歌手宣明君。2016年，獲引為網易手機遊戲《小李飛刀》台灣版的宣傳曲[22]。

## 其他
- 羅文喜歡穿上大斗篷在利舞臺演唱會演唱此曲，成為其一個標誌。[10]